# بلاسم انترتینمنت
بلاسم انترتینمنت (کره‌ای: 블러썸 엔터테인먼트؛ انگلیسی: Blossom Entertainment) یک آژانس مدیریت استعداد در سئول، کره جنوبی است. این شرکت در سال ۲۰۱۲ تأسیس شد و از جمله بازیگران آن می‌توان به چا ته-هیون، یانگ سه-جونگ و لیم جو-هوان اشاره کرد.

## بنیان‌گذاری
بلاسم انترتینمنت در مارس ۲۰۱۲ توسط بازیگر چا ته-هیون و منیجر خود، جو بانگ اوک پس از اتمام قرارداد با سایدوس اچ‌کیو تأسیس شد.